# Trichomalus eurypon
Trichomalus eurypon är en stekelart som först beskrevs av Walker 1847.  Trichomalus eurypon ingår i släktet Trichomalus och familjen puppglanssteklar. Inga underarter finns listade i Catalogue of Life.